# Рене Огюст Кає
Рене́ Огю́ст Кає́ (фр. René August Caillié; 19 листопада 1799 — 17 травня 1838) — французький мандрівник. Під виглядом мандрівного торговця-араба, якого у дитинстві викрали французи, зумів у 1828 році одним з перших проникнути у Тімбукту, великий мусульманський торговельний центр, який був закритий для європейців. Також він відвідав оазу Тафілалет поблизу південного підніжжя Високого Атласу.

## Ранні роки життя
Рене Кайє народився 19 листопада 1799 року в Мозе-сюр-ле-Міньйон, селі в департаменті Де-Севр на заході Франції. Його батько, Франсуа Кайє, працював пекарем, але чотири місяці до народження Рене його звинуватили в дрібній крадіжці і засудили до 12 років каторжних робіт у виправній колонії в Рошфорі. Він помер там у 1808 році у віці 46 років. Мати Рене, Елізабет, уроджена Лепін, померла через три роки, у 1811 році, у віці 38 років. Після її смерті Рене та його 18-річна сестра Селеста, ними опікувалася бабуся по материнській лінії.